# Ngataki
La communauté de Ngataki est une localité de la Péninsule d'Aupouri, située dans la région du Northland, dans l’Île du Nord de la Nouvelle-Zélande.

## Géographie
La  State Highway 1/S H1 passe à travers de la ville. 
Vers l’est se trouve « Rarawa Beach », une étendue d'un 1 mile de sable propre et argenté, doucement étagé et longée en arrière par les dunes de sable. 

## Éducation
L’école de Ngataki School est une école mixte primaire (allant de l'année 1 à 8) avec un taux de décile de 2 et un effectif de 19 élèves.

## Attractions
« Rarawa Beach » est localisée près de la ville de Ngataki, sur la côte est de l’océan Pacifique.
En décembre 2008, des écoliers ont planté 120 arbres  rares, de type  Crystalwort  Holloway sur la côte, et des plants de Atriplex hollowayi (en), une petite herbe native, qui pousse près du niveau des hautes marées sur le sable des plages.
En 2009, l’école de Ngataki et le département de la conservation ou Doc travaillèrent ensemble pour aider à restaurer la plage et en particulier: le domicile des Pluvier roux ou New Zealand plover et des Huîtriers ou oystercatchers, parce que leur écosystème souffrait du fait de l’action de la nature mais surtout des causes humaines.
En septembre 2010, 40 baleines de type globicéphales furent  vigoureusement drossées hors de la mer au niveau de la plage de Rarawa Beach  après avoir été sauvées d’un échouage massif au niveau de Spirits Bay (en). 
Le transport des baleines de la plage de Rarawa fut considéré comme le plus important transport de cétacés jamais tenté.
En 2011, le quatrième jour du « National Scholastic Surfing Championship » se déroula à Rarawa Beach.